# Dècada del 700
La dècada del 700 comprèn el període que va des de l'1 de gener del 700 fins al 31 de desembre del 709.

## Esdeveniments
- Apogeu de la cultura zapoteca
- S'inventa la porcellana

## Personatges destacats
- Justinià II
- Li Po, poeta xinès